# Irefutabil (album)
Irefutabil este al șaptelea album al trupei Paraziții, lansat la data de 18 noiembrie 2002, la casa de discuri Rebel Music.
Este cel mai bine vândut album al trupei, cu 140.000 unități. Albumul a beneficiat de trei videoclipuri de promovare și anume "În focuri”, “Necomercial” și “Bad Joke”.

## Lista pieselor[3]
| Nr. | Titlu                                        | Autor(i)                                       | Text                         | Lungime |  |
| 1.  | „Articolul 39”                               | Kerosen, Ombladon și Cheloo                    | Kerosen                      | 3:53    |  |
| 2.  | „Exprimare liberă”                           | Kerosen, Ombladon și Cheloo                    | Paraziții                    | 3:06    |  |
| 3.  | „În focuri”                                  | Ombladon și Cheloo                             | Paraziții                    | 3:53    |  |
| 4.  | „Corul radioperfuziunii române”              | Ben, Ombladon și Cheloo                        | Paraziții                    | 0:38    |  |
| 5.  | „Necomercial”                                | Ben, Ombladon și Cheloo                        | Paraziții                    | 3:29    |  |
| 6.  | „Griffo”                                     | Paraziții                                      | Griffo                       | 2:24    |  |
| 7.  | „O stare de spirit” (Feat. Despot)           | Despot, Ombladon și Cheloo                     | Paraziții                    | 6:24    |  |
| 8.  | „Dulce autodistrugere”                       | Ombladon și Cheloo                             | Paraziții                    | 3:25    |  |
| 9.  | „FDD”                                        |                                                | Paraziții                    | 1:31    |  |
| 10. | „Bad joke”                                   | Ombladon și Cheloo                             | Paraziții                    | 3:23    |  |
| 11. | „Pregătiri estivale”                         | Ombladon și Cheloo                             | Paraziții                    | 0:14    |  |
| 12. | „Degetul mijlociu”                           | Ombladon și Cheloo                             | Paraziții                    | 3:41    |  |
| 13. | „Mi se rupe”                                 | Ombladon și Cheloo                             | Paraziții                    | 3:44    |  |
| 14. | „Linz-București” (Feat. Texta)               | Flip, Skero, Huckey, Laima, Ombladon și Cheloo | Paraziții și Texta           | 3:44    |  |
| 15. | „Fakeri”                                     | Ombladon și Cheloo                             | Paraziții                    | 3:50    |  |
| 16. | „Ultimul buletin de știri de la ora 5”       | Ombladon și Cheloo                             | Paraziții                    | 4:10    |  |
| 17. | „Beatbox / De dragoste... în alte feluri”    | Ombladon și Cheloo                             | Paraziții                    | 3:00    |  |
| 18. | „Dreptul la replică” (Feat. Andrei Gheorghe) | Ombladon, Cheloo și Andrei Gheorghe            | Paraziții și Andrei Gheorghe | 4:00    |  |

| Bonus track:    |                                                                                 |                                                                                                |                                                          |         |  |
| Nr.             | Titlu                                                                           | Autor(i)                                                                                       | Text                                                     | Lungime |  |
| 19.             | „Acțiunea instrumentalul” (Feat. Anonim, Rasa, Nimeni altu', Griffo și Anexa 1) | Ombladon, Cheloo, Laur, Dragoș, Stelu', Rah, Nimeni altu', Griffo, Lexic, Kiddy, L6 și Câinele | Paraziții, Anonim, Rasa, Nimeni Altu', Griffo și Anexa 1 | 3:55    |  |
| Lungime totală: | Lungime totală:                                                                 | Lungime totală:                                                                                | Lungime totală:                                          | 62:24   |  |